# Phacodes modicus
Phacodes modicus là một loài bọ cánh cứng trong họ Cerambycidae.